# Rácz György (rendező)
Rácz György  (Budapest, 1911. október 6. – Budapest, 1994. október 28. előtt ) magyar rendező, író, dramaturg, műfordító, érdemes művész.

## Életpályája
A Színművészeti Akadémián Hevesi Sándor és Pünkösti Andor tanítványaként végzett 1931-ben. Magántanulmányokat is folytatott Budapesten: Bárdos Artúr, Bálint Lajos, Horváth Árpád, Bécsben Max Reinhardt, Londonban Korda Sándor mellett. 
Több fővárosi színházban volt rendező és dramaturg. 1945–1946 között a Szabad Színházban dolgozott. 1946–1947 között a Magyar Színház főrendezője volt. 1947–1948 között a Nemzeti Színház, 1949–1950 között a Bányász Színház, 1950–1951 között a Honvéd Színház dramaturgja volt. 1947–1948 között a színész egyesületi iskola rendező tanára volt. 1949–1956 között dramaturg-főrendező volt. 1949–1971 között a Magyar Rádióban rendezett. 1951–1952 között a Fővárosi Víg Színház, 1960-tól a Tarka Színpad művészeti vezetőjeként dolgozott.
Pódiumműsorokat is vezetett. Számos műfajjal került kapcsolatba pályája során, s csaknem minden kísérletét siker koronázta. Verseket, novellákat, színműveket, színészportrékat is írt, és drámákat fordított. Az érdemes művész díjat 1971-ben kapta meg.

## Színházi rendezéseiből
- Bertolt Brecht: Koldusopera (Szabad Színház)
- Gvadányi József: Peleskei nótárius (Fővárosi Víg Színház)
- Játsszunk valami mást...! (Tarka Színpad)
- Romhányi József: Terefere a Strauss-családról (Erkel Színház)
- Pódium 64 (Irodalmi Színpad)

## Könyvek
- Portrék prózában
- Magánvélemény színház ügyben
- Mesterek árnyékában
- Játsszunk együtt
- Szép szerelem